# Nomada montezumia
Nomada montezumia är en biart som beskrevs av Smith 1879. Nomada montezumia ingår i släktet gökbin, och familjen långtungebin. Inga underarter finns listade i Catalogue of Life.